# Anete Šteinberga
Anete Šteinberga (Ogre, 29 gennaio 1990) è una cestista lettone.

## Carriera
Con la Lettonia ha disputato i Campionati mondiali del 2018 e quattro edizioni dei Campionati europei (2013, 2015, 2017, 2023).